# Eclipse de luna
Eclipse de Luna – pierwszy solowy album meksykańskiej piosenkarki i aktorki Maite Perroni. Eclipse de luna została wydana 23 sierpnia 2013 roku w Meksyku.

## Single
- "Tú Y Yo" pierwszy singiel wydany 17 czerwca 2013 roku[2]. Teledysk miał swoją premierę 16 lipca 2013 roku[3]. Piosenka utrzymana jest w stylu bachata.
- "Eclipse de Luna" to drugi singiel z płyty Eclipse de luna wydany 16 września 2013 roku. Premiera teledysku odbyła się na oficjalnym kanale youtube piosenkarki 9 grudnia 2013 roku[4]. Oprócz teledysku nagrano również wideo z tańcem do "Eclipse de Luna", którego premiera odbyła się 10 marca 2014 roku[5].
- "Inexplicable" to singiel wydany tylko w Brazylii 1 listopada 2013 roku, z gościnnym udziałem brazylijskiego piosenkarza Thiaguinho[6]. Piosenka promuje specjalną wersję płyty Eclipse de Luna Edição Brasileira wydaną tylko w Brazylii[7].
- "Vas a Querer Volver" czwarty singiel piosenkarki, którego premiera odbyła się 8 maja 2014 roku[8]. Piosenka jest również tematem przewodnim telenoweli Kotka, w której piosenkarka gra główną rolę. "Vas a Querer Volver" zapowiada reedycję płyty Eclipse de luna.

## Lista utworów
Wersja standardowa
| #   | Tytuł                              | Autor                                               | Czas |
| --- | ---------------------------------- | --------------------------------------------------- | ---- |
| 1.  | Como yo                            | Carlos Lara, Ximena Muñoz                           | 3:24 |
| 2.  | Tú y yo                            | Christopher Manhey, Maite Perroni, Koko Stambuk     | 3:49 |
| 3.  | Me va                              | Alejandro Montalbán, Manuel Quintana                | 3:19 |
| 4.  | Inexplicable                       | Gustavo Cuauhtemoc, Ángela Davalos                  | 3:11 |
| 5.  | Y lloro                            | Many Cruz, Michael Figueroa, Ruben Mundo, Juan Ríos | 3:43 |
| 6.  | Agua bendita                       | Carlos Lara, Ximena Muñoz                           | 3:11 |
| 7.  | Llueve, llueve                     | Angela Davalos, Sandra Echeverría, Fernando Laura   | 3:17 |
| 8.  | Eclipse de luna                    | Christopher Manhey, Maite Perroni, Koko Stambuk     | 3:33 |
| 9.  | Melancolía (Saudade)               | Maite Perroni, Koko Stambuk                         | 3:20 |
| 10. | ¿Qué te hace falta?                | Gabriel Flores, Koko Stambuk                        | 3:36 |
| 11. | Sueño contigo                      | Claudia Brant, Coti Sorokin                         | 4:00 |
| 12. | Ojos divinos (udział Koko Stambuk) | Carlos Lara, Ximena Muñoz                           | 3:50 |

Wersja iTunes
| #   | Tytuł         | Autor | Czas |
| --- | ------------- | ----- | ---- |
| 13. | Los Cangrejos |       | 3:24 |

Wersja brazylijska
| #   | Tytuł                            | Autor | Czas |
| --- | -------------------------------- | ----- | ---- |
| 13. | Inexplicable (udział Thiaguinho) |       | 3:10 |

## Notowania
| Notowanie               | Najlepsza pozycja |
| ----------------------- | ----------------- |
| Brazylia Top 40 Albums  | 24                |
| Meksyk Amprofon Top 20  | 3                 |
| Meksyk Amprofon Top 100 | 6                 |
| USA Top Latin Albums    | 9                 |
| USA Latin Pop Albums    | 2                 |